# Sabrina Ouazani
Sabrina Ouazani (Saint-Denis, 6 dicembre 1988) è un'attrice francese di origine algerina.

## Biografia
È conosciuta per la sua interpretazione di Frida ne La schivata, per la quale ha ricevuto una candidatura al Premio César 2005 come miglior promessa femminile, e per essere protagonista della pellicola del 2018 Break.

## Filmografia parziale

### Cinema

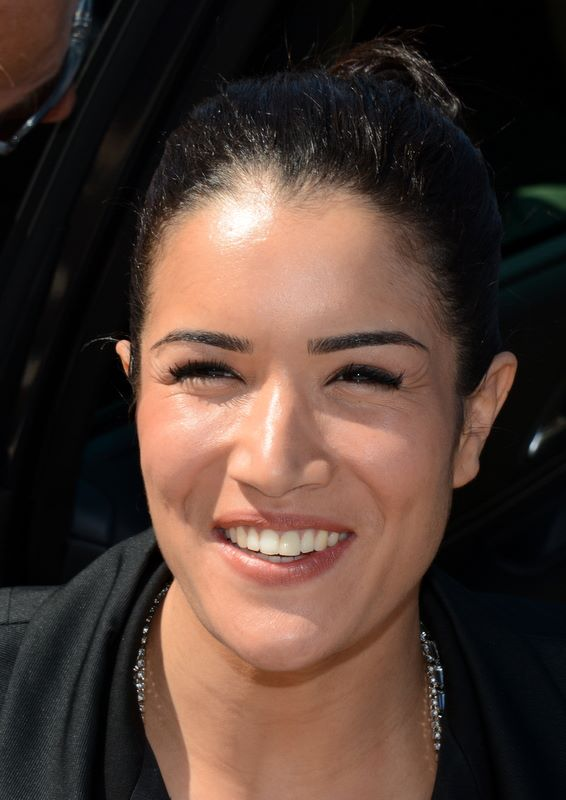
Sabrina Ouazani al Festival di Cannes 2013

- La schivata (L'esquive), regia di Abdellatif Kechiche (2003)
- Due agenti molto speciali (De l'autre côté du périph), regia di David Charhon (2012)
- Il passato (Le Passé), regia di Asghar Farhadi (2013)
- Due fidanzati per Juliette (L'embarras du choix), regia di Éric Lavaine (2017)
- Break, regia di Marc Fouchard (2018)
- Taxxi 5 (Taxi 5), regia di Franck Gastambide (2018)
- Regine del campo (Une belle équipe), regia di Mohamed Hamidi (2019)
- Due agenti molto speciali 2 (Loin du périph), regia di Louis Leterrier (2022)

### Televisione
- Tutte per una (Plan cœur) – serie TV, 21 episodi (2018-2022)
- Con l'aiuto del cielo (Prière d'enquêter) – serie TV, 4 episodi (2019-2022)

## Doppiatrici italiane
Nelle versioni in italiano delle opere in cui ha recitato, Sabrina Ouazani è stata doppiata da:
- Benedetta Degli Innocenti in Due agenti molto speciali, Due agenti molto speciali 2
- Perla Liberatori ne La schivata
- Sarra Chadi in Il passato
- Gianna Gesualdo in Regine del campo
- Daniela Calò in Tutte per una
- Rachele Paolelli in Con l'aiuto del cielo